# Apollon (1740)
Pour les articles homonymes, voir Apollon (homonymie).
L’Apollon était un vaisseau de ligne à deux ponts portant 56 canons, construit par Pierre Morineau à l'arsenal de Rochefort en 1738-1739, et lancé en 1740. Il fait partie de ce petit nombre de bâtiments construits dans les vingt-cinq premières années du règne de Louis XV, période de paix marquée par de faibles crédits pour la Marine. Il servit pendant la guerre de Succession d'Autriche et pendant la guerre de Sept Ans, conflit au cours duquel il fut perdu.

## La place de l’Apollondans la flotte de Louis XV

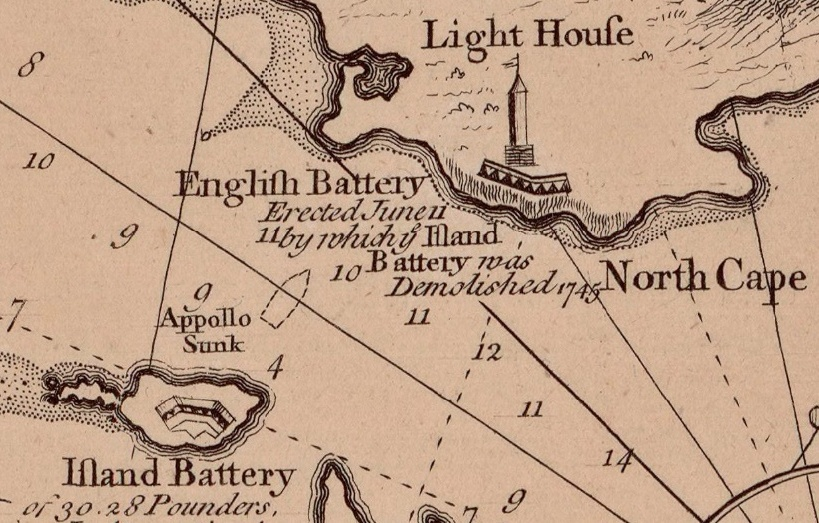
Détail d'une carte anglaise de 1758 signalant la position de l’épave de l’Apollon (Appollo Sunk) dans la passe du port de Louisbourg.

Ce petit vaisseau de ligne était assez caractéristique des constructions navales françaises des années 1720 – 1730. Avec la longue période de paix qui s’était ouverte avec l’Angleterre en 1713 et le budget réduit qui lui fut alloué, le Ministère de la Marine fut contraint de faire des choix. Les grands vaisseaux à trois ponts de plus de 80 canons furent presque abandonnés au profit de deux ponts plus faiblement artillés. 
C’est ainsi que furent lancés jusque vers 1740 un peu plus d’une dizaine de bâtiments de 44 à 56-58 canons. Certains tenaient plus de la grosse frégate que du vaisseau de guerre. Ils étaient plutôt réservés aux missions outre-mer. Nombre d’entre eux étaient trapus et médiocres marcheurs. 
Ce n’était pas le cas de l’Apollon qui « marche et gouverne bien » disait un rapport de 1743. Avec une vitesse de 7 nœuds, c’était même l’un des meilleurs marcheurs de la flotte. Il portait 22 canons de 18 livres sur sa batterie principale, 24 canons de 8 livres sur sa deuxième batterie et 10 pièces de 4 livres sur ses gaillards avant et arrière. Comme pour tous les vaisseaux de guerre de l’époque, sa coque était en chêne, son gréement en pin, ses voiles et cordages en chanvre.

## Guerre de Succession d’Autriche
Pendant la guerre de Succession d'Autriche, il participa à diverses missions dans l'Atlantique et dans l'océan Indien. Son premier commandant, en 1741, fut Jean-Baptiste Mac Nemara , qui avait une mission pour Lisbonne. Commandement renouvelé en 1742 et 1744, sans que l’on ne connaisse exactement les missions qui furent menées. En 1745, l’Apollon fut armé en corsaire sous les ordres de Baudran de la Mettrie (la guerre avec l’Angleterre avait repris l’année précédente). 
Le 29 (ou 28) mars 1745, il intercepta dans la Manche le HMS Anglesea de 44 canons qui venait de Kinsale. Croyant avoir affaire à un navire anglais, celui-ci ne prit aucune précaution particulière. Lorsqu’il se rendit compte que le navire était français, l’Apollon était à portée de l’attaquer. Dans la canonnade qui s’ensuivit, le commandant anglais, Jacob Elton fut tué. Son second, jugeant toute résistance impossible baissa pavillon. L’Anglesea était un bâtiment tout neuf qui fut intégré à la Marine de Louis XV comme frégate.
En 1748, à une date qui n’est pas connue avec précision, l’Apollon partit en renfort dans l'océan Indien. Il s’agissait d’apporter des renforts dans l’Hindoustan à la Compagnie des Indes qui y soutenait presque toute seule la guerre contre l’Angleterre. C’est ainsi qu’on le retrouve à l’île de France et à Madagascar en compagnie de l’Anglesea dans la petite escadre rassemblée sous les ordres de Bouvet de Lozier (sept bâtiments, 328 canons, 2 800 hommes).
Cette force prit la mer le 23 mai 1748 à Foule Pointe pour aller secourir Dupleix qui était enfermé dans Madras et risquait d’être assiégé par des forces anglaises très supérieures. La mission fut un plein succès. Le 15 juin, l’escadre était dans les eaux de Ceylan, puis remonta la côte de l’Inde et arriva le 22 juin devant Madras où furent débarqués l’argent, les munitions et les renforts qui permirent à Dupleix de résister victorieusement aux forces d’Edward Boscawen qui arrivèrent quelques semaines plus tard. Entretemps l’Apollon et toute l’escadre française avaient pu regagner l’île de France en évitant les croisières anglaises. 
L’Apollon parut encore sur les côtes de l’Inde à Pondichéry en février 1749, cette fois dans l’escadre de Kersaint, qui avait succédé à Bouvet de Lozier. Mais l’arrivée de la nouvelle de la paix, conclue quelques mois plus tôt en Europe, mit fin aux opérations. De retour en France, l’Apollon fut désarmé à Brest le 22 mars 1750.

## Guerre de Sept Ans
En 1755, lorsque la guerre reprit avec l'Angleterre, l’Apollon était commandé par Monsieur de Gomain. Le navire fut converti en flûte avec seulement 22 canons dans l'escadre de Dubois de La Motte qui transportait d’importants renforts pour le Canada. N'embarquant pas de troupes, il servit de navire hôpital. Sa mission à Québec terminée, il leva l’ancre le 15 août et mouilla à Brest le 21 septembre avec le reste de l’escadre.
Le 9 mars 1758, l’Apollon appareilla de l’île d’Aix armé en flûte sous les ordres du capitaine de vaisseau Bellefeuille. Il faisait partie d’une petite division de neuf navires aux ordres du marquis Charry des Gouttes qui partait défendre Louisbourg. En juin 1758, la place fut attaquée par une très importante escadre anglaise qui débarqua 14 000 hommes et entama un blocus de plus en plus hermétique côté mer. Le chevalier de Drucourt, qui commandait la forteresse, refusa de laisser partir la plupart des navires tant que c’était encore possible. Le 28 juin, l’Apollon fut coulé en compagnie de trois frégates pour obstruer la passe vers l’océan. Sacrifice vain : Louisbourg capitula le 27 juillet 1758. 
L’Apollon fait partie des trente-sept vaisseaux perdus par la France pendant la guerre de Sept Ans.